# Otto Zielowski
Otto Ewald Reinhold Zielowski (* 9. Oktober 1866 in Ohrdruf; † 19. Oktober 1928 in Frankfurt am Main) war ein deutscher Journalist, Kommunalpolitiker und Abgeordneter des Provinziallandtages der Provinz Hessen-Nassau.

## Leben
Otto Zielowski war der Sohn des Porzellanmachers Louis Gregor Leopold Zielowski (1827–1894) und dessen Ehefrau Johanne Christiane Fetzer (1845–1920).
Nach seiner Schulausbildung absolvierte er eine Lehre als Schriftsetzer und kam 1885 nach Frankfurt, wo er sich den Sozialdemokraten anschloss und zunächst als Stenograf bei der Frankfurter Zeitung tätig war. Von 1889 an war er als Schriftsetzer und Berichterstatter beim sozialdemokratischen Offenbacher Abendblatt beschäftigt, bis er im süddeutschen Raum für verschiedene sozialdemokratische Zeitung journalistisch tätig wurde.
1898 kehrte er nach Frankfurt zurück, kam zur Volksstimme Frankfurt und war bis 1919 der Leiter der Lokalredaktion.
In den Jahren von 1905 bis 1919 war er Stadtverordneter in Frankfurt, neben Max Quarck der zweite Sozialdemokrat in der Stadtverordnetenversammlung. Dort war er von 1907 an Fraktionsführer und beteiligte sich intensiv bei Arbeiten in den Leitungsgremien der Kriegsfürsorge.
In den Jahren von 1911 bis 1920 hatte er ein Mandat im Nassauischen Kommunallandtag des preußischen Regierungsbezirks Wiesbaden bzw. des Provinziallandtages der Provinz Hessen-Nassau. Dort war er Mitglied des Eingabe- und Beamtenausschusses und engagierte sich für die Rechte der Wanderarbeiter sowie für die Lohnfortzahlung während des Urlaubs.
Im Mai 1919 wurde er zum hauptamtlichen Stadtrat gewählt und war Leiter des Wohnungs- und des Fuhramtes.
Im Mai 1928 schied er aus gesundheitlichen Gründen aus dem Amt als Stadtrat.